# Непилотиран снабдителен кораб
Непилотираните космически кораби са специален вид космически кораби, които работят автоматично без човешки екипаж и са проектирани да снабдяват космическите станции. Те са различни от космическите сонди, които са проектирани да извършват научноизследователска дейност.
Непилотирани снабдителни кораби се използват от 1978 г. Обслужвали са станциите Салют-6, Салют-7, Мир и Международната космическа станция.

## Списък на непилотирани снабдителни кораби
Кораби от тази категория са:
Непилотирани снабдителни кораби в експлоатация
- Руския Прогрес,[1] който се използва от 1978.
- Руския транспортен кораб за снабдяване използван от 1981 до 1991 г.
- Европейския Автономен товарен кораб,[2][3] който се използва от 2008 г.
- Японския товарен кораб H-II,[4] който се използва от 2009 г.
- Американския частен космически кораб SpaceX Dragon с извършени демонстративни полети през 2010 и 2012 г.[5]
- Американския частен космически кораб Сигнъс разработен от Orbital Sciences Corporation.[6]

Непилотирани снабдителни кораби в разработка
- Американския частен космически кораб ARCTUS разработван от Спейсхъб.
- Китайски товарен кораб разработен на базата на Тиенгун 1, който ще има максимален диаметър 3,35 m и маса при изстрелване под 13 000 kg.[7]

Отменени непилотирани снабдителни кораби
- Американския частен космически кораб К-1, разработката на който е спряна през 2008 г.[8][9]
- Американския частен космически кораб Товарен модул Андрюс разработван от Андрюс Спейс.